# Unter St. Paul
Unter Sankt Paul war eine Ortschaft im Görtschitztal in der Gemeinde Klein Sankt Paul in Kärnten. Teile der Ortschaft wuchsen im 20. Jahrhundert mit dem benachbarten Gemeindehauptort Klein St. Paul (Gemeinde Klein Sankt Paul) zusammen. Ab den 1970er-Jahren hörte man auf, Unter Sankt Paul als eigene Ortschaft zu führen; die Häuser im Bereich der ehemaligen Ortschaft werden heute als zur Ortschaft Klein St. Paul gehörend betrachtet.

## Lage

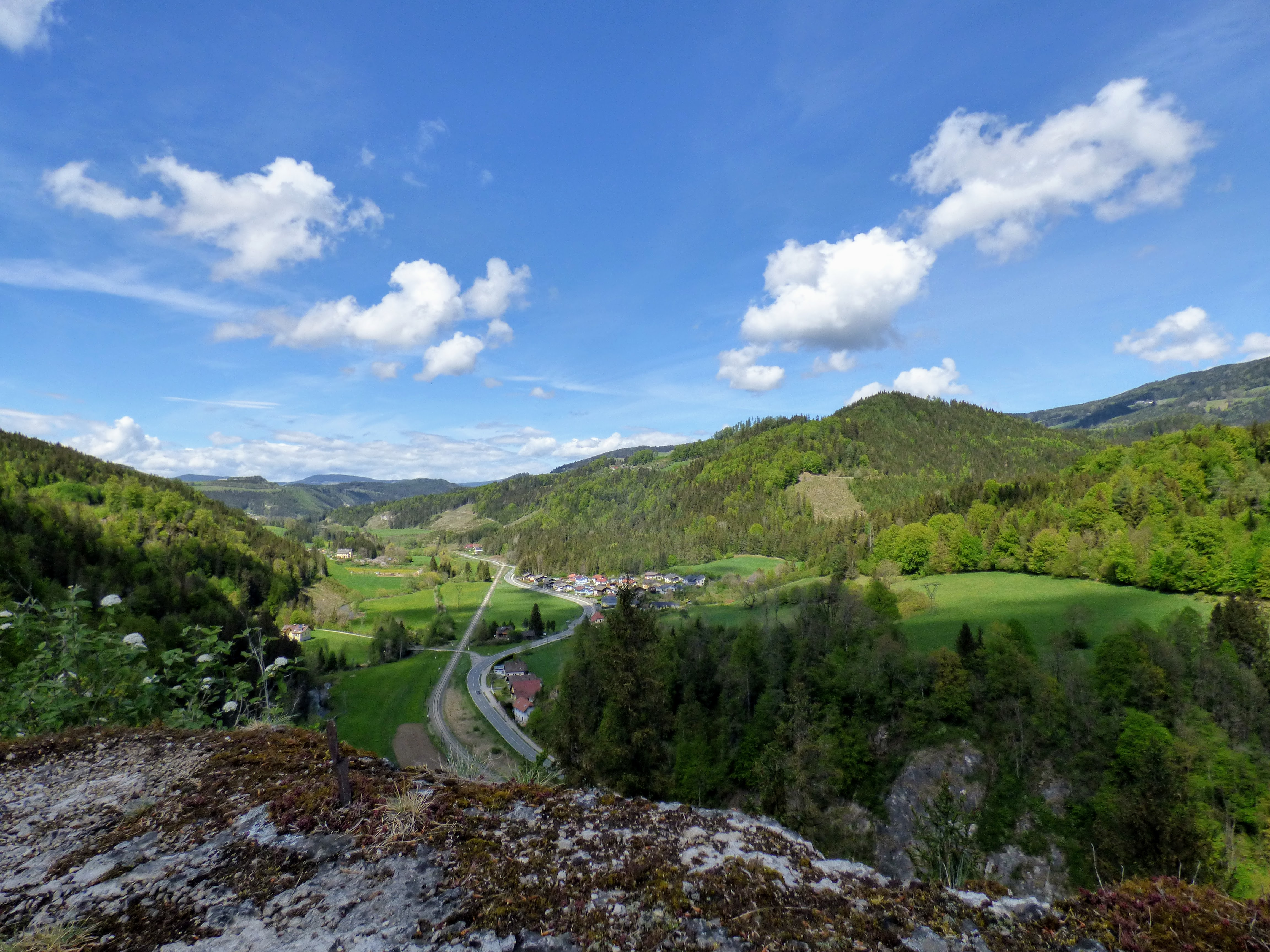
Bildmitte: Siedlung Hornburg

Die Ortschaft im Osten des Bezirks Sankt Veit an der Glan umfasste alle Häuser auf dem Gebiet der Katastralgemeinde Unter St. Paul und somit den Bereich links der Görtschitz vom Fladnitzerhof bis zur Gemeindegrenze zu Eberstein (heute: Teile des Fladnitzerwegs, südlicher Teil der Marktstraße; Römerweg, Burgweg, Siedlung Hornburg).

## Geschichte

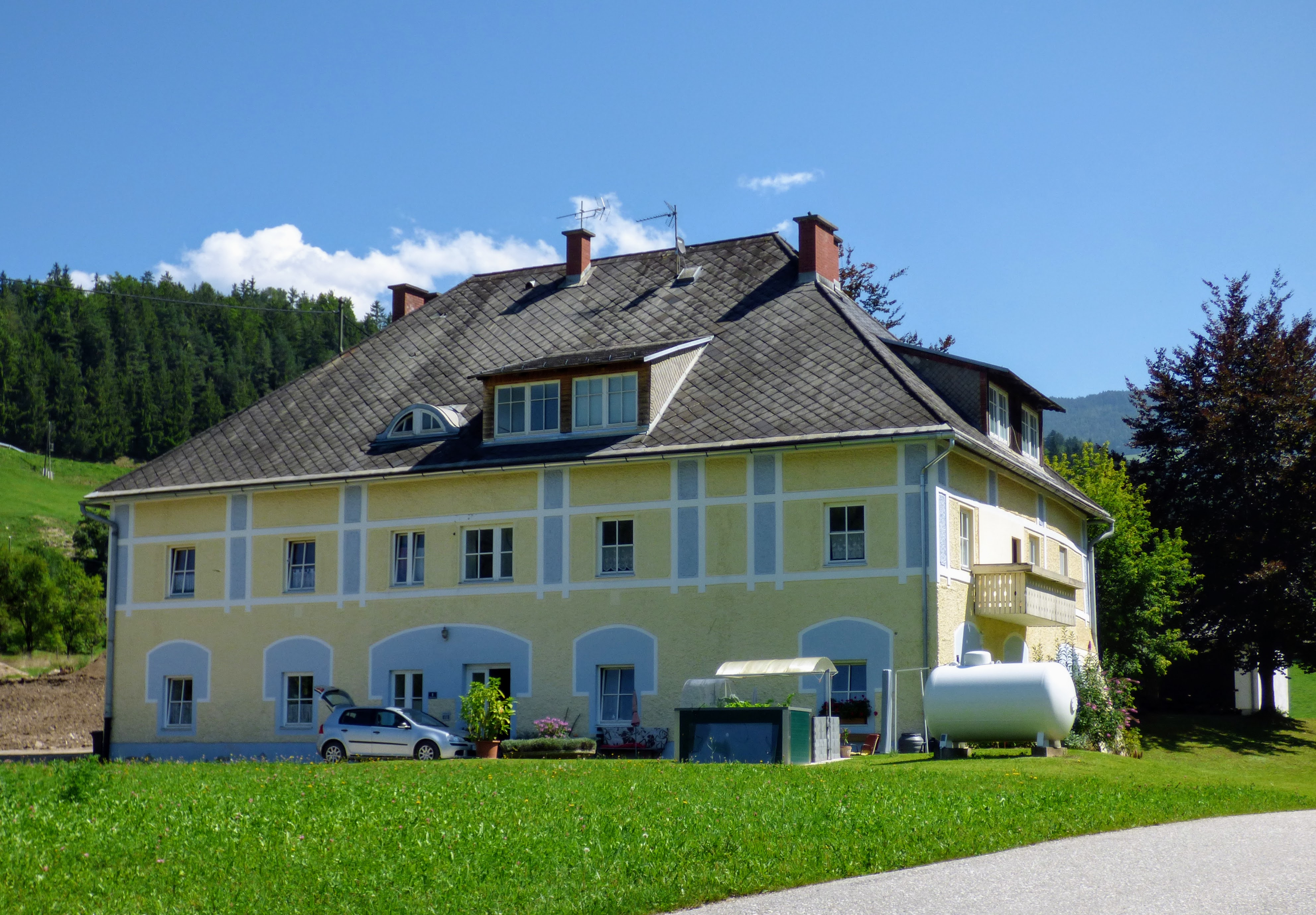
Fladnitzerhof

Die Hornburg ist ab 1140 nachweisbar.
Der Fladnitzerhof wurde im 16. Jahrhundert als Gewerkensitz errichtet. 1630 erwarb Veit Fladnitzer von Clemens Welzer einige Untertanen in der Nähe von Eberstein. 1740 wurde die kleine Herrschaft an die Familie Christallnig verkauft und somit mit der Herrschaft Eberstein und Hornburg vereinigt.
Die wenigen Höfe, aus denen der Ort Unter St. Paul im 19. Jahrhundert bestand, waren über eine Distanz von etwa 3 Kilometer verstreut und hoben sich nur dadurch von anderen Höfen in der Umgebung ab, dass sie auf dem Gebiet der Steuer- bzw. Katastralgemeinde Unter St. Paul lagen. Der Ort gehörte in der ersten Hälfte des 19. Jahrhunderts zum Steuerbezirk Eberstein und kam 1850 bei Gründung der Ortsgemeinden an die Gemeinde Klein Sankt Paul. Ab Mitte des 20. Jahrhunderts wurden insbesondere am südwestlichen Rand des Orts Einfamilienhäuser errichtet, so entstand dort die Siedlung Hornburg.
Unter Sankt Paul wurde bei den Volkszählungen bis 1971 als eigene Ortschaft geführt; danach ging es in der Ortschaft Klein Sankt Paul auf.

## Bevölkerungsentwicklung
Für den Ort ermittelte man folgende Einwohnerzahlen:
- 1869: 13 Häuser, 104 Einwohner[2]
- 1880: 12 Häuser, 131 Einwohner[3]
- 1890: 14 Häuser, 88 Einwohner[4]
- 1900: 16 Häuser, 92 Einwohner[5]
- 1910: 18 Häuser, 118 Einwohner[6]
- 1923: 19 Häuser, 200 Einwohner (Unter St. Paul: 17 Häuser, 189 Einwohner; Hornburg: 2 Häuser, 11 Einwohner)[7]
- 1934: 264 Einwohner[8]
- 1951: 299 Einwohner[9]
- 1961: 35 Häuser, 305 Einwohner (Streusiedlung Unter St. Paul: 30 Häuser, 186 Einwohner; Fladnitzerhof: 1 Haus, 31 Einwohner; Streusiedlung Hornburg: 4 Häuser, 88 Einwohner)[10]
- 1971: 251 Einwohner[9]